# 中央军委训练管理部训练监察局
中央军委训练管理部训练监察局，位于北京市，是中央军事委员会训练管理部下属局，负责全军训练监察工作。

## 沿革
在深化国防和军队改革中，2016年1月组建中央军事委员会训练管理部。中央军委训练管理部新设中央军委训练管理部训练监察局。在该轮国防和军队改革中，中央军委、战区和军种机关都设立了专职训练监察机构，建立起了军事训练监察体制，构建“军委—战区和军种两级监察、战区内各军种按职监管、部队院校抓好落实”的格局。

## 历任局长
| 中央军委训练管理部训练监察局局长 - 陈宏（2016年—） | 中央军委训练管理部训练监察局副局长 - 黄敦顺（2016年—） |